# Frederic Soligó i Amela
Frederic Soligó i Amela (Benassal, 4 de febrer de 1904 - Barcelona, 2 d'octubre de 1980) fou un futbolista valenciá de la dècada de 1920.

## Trajectòria
Començà a jugar com a centrecampista, passant posteriorment a jugar a la posició de defensa. El seu primer club fou la UE Sants l'any 1923. El maig de 1928 fou fitxat pel CE Europa, club de màxim nivell del moment, amb el qual fou tres vegades subcampió de Catalunya (1927, 1928, 1929) i fundador de la primera lliga espanyola, en la qual jugà 37 partits durant tres temporades. El 1931 retornà a la UE Sants, on acabà la seva carrera. El 30 de juliol de 1933 fou objecte d'un homenatge al camp del carrer Galileu de la Unió de Sants. Fou internacional amb la selecció catalana de futbol, amb la qual fou campió de la Copa Príncep d'Astúries l'any 1926.